# Mill Creek (Buttahatchee River)
Der Mill Creek (englisch für „Mühlbach“) ist ein Bach im Lamar County in Alabama. Er ist einer von mehreren Gewässern dieses Namens im County.
Die Quelle des Mill Creek befindet sich im Norden des Countys etwa acht Kilometer östlich der Ortschaft Detroit. Der Bach fließt zuerst eine kurze Strecke durch niedriges Hügelland nach Süden und erreicht dann das breite Tal des Buttahatchee Rivers. Nachdem der Mill Creek parallel zum Fluss einige Kilometer nach Südwesten strömt, mündet er knapp fünf Kilometer nordöstlich der Kleinstadt Sulligent in den Buttahatchee.
Der einzige nennenswerte Zufluss des Mill Creeks trägt den Namen Spruiell Branch.